# Ingenieurschule Eisleben

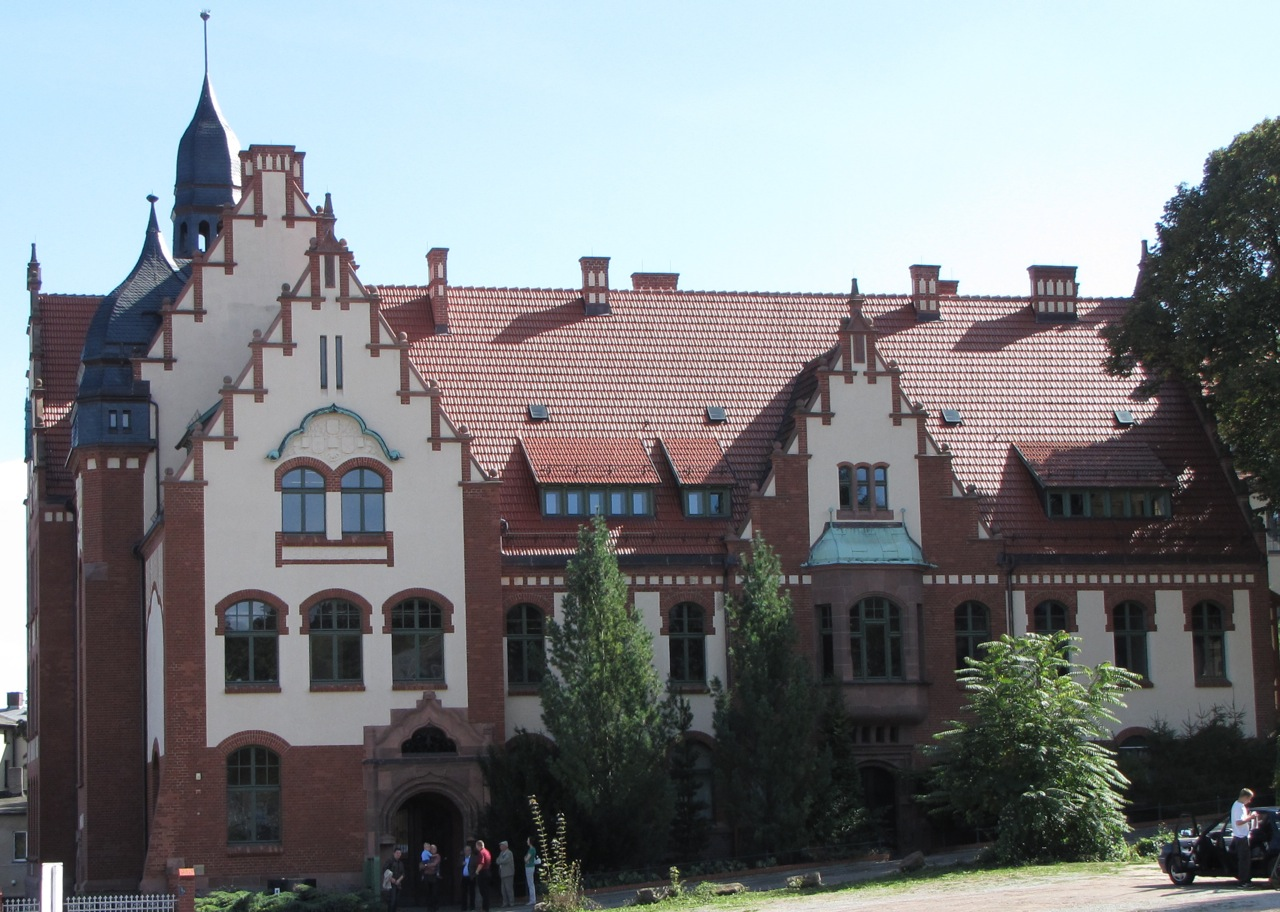
Ehemaliges Gebäude der Ingenieurschule Eisleben, 2010

Die Ingenieurschule Eisleben war der direkte Nachfolger der Bergschule Eisleben. Der starke Rückgang des Bergbaus in Europa, der auch vor der DDR nicht Halt machte, zwang Ende der 1960er Jahre zu Überlegungen über das künftige Schicksal der traditionsreichen Bildungseinrichtung. Im Hinblick auf die stürmische Entwicklung der Mikroelektronik und Computertechnik und unter Berücksichtigung der stark erweiternden Fachrichtung Bergelektrotechnik der Schule fasste die Regierung 1968 den Beschluss, die Bergschule Eisleben zu einer Ingenieurschule für Elektrotechnik und Maschinenbau (Ingenieurschule Eisleben) umzuprofilieren und die bergmännische Ausbildung auslaufen zu lassen. 1971 verließen als letzte Absolventen Bergingenieure des Fernstudiums die Schule.

## Das neue Profil der Schule 1971
- 9 Seminargruppen Elektronik im Direktstudium
- 6 Seminargruppen Ing.-Ökonomen für Elektrotechnik im Direktstudium
- 3 Seminargruppen Elektronik im Fernstudium
- 2 Seminargruppen Ing.-Ökonomen für Elektrotechnik im Fernstudium
- 3 Seminargruppen Fachingenieure und Fachökonomen
- 38 Seminargruppen an Außenstellen, vor allem im Fernstudium
- Seminargruppen für Techniker der Informatik
- Seminargruppen für Betriebswirte

Mit großer Einsatzbereitschaft der an der Schule verbleibenden Lehrkräfte und mit vielen Neueinstellungen formierte Direktor Leithold einen fachlich hochqualifizierten und aus vielen promovierten Dozenten bestehenden Lehrkörper, der mit einer für DDR-Verhältnisse hervorragenden technischen Ausrüstung Ingenieure für Elektrotechnik/Elektronik, Maschinenbau und Ingenieurökonomen sowie Materialwirtschaftler ausbildete, die von der Industrie des Landes wegen ihrer guten Ausbildung gern eingestellt wurden und einen beträchtlichen Anteil am sog. „Mikroelektronikprogramm der DDR“ hatten. Hinzu kamen postgraduale Studiengänge auf den Gebieten der Mikroelektronik, des Arbeitsschutzes, der Arbeitsgestaltung und Arbeitssicherheit sowie der Informatik. Eine Fülle von Weiterbildungslehrgängen, von national beachteten Fachtagungen und die Mitwirkung im Ingenieurverband "Kammer der Technik" runden das fachliche Profil dieser Jahre ab. Die Kapazität der Schule betrug ca. 5000 Studenten (Direkt-, Fern- und Abendstudium).

## Außenstellen
Außenstellen wurden unter anderem eingerichtet in den Betrieben Starkstromanlagenbau Berlin, Elektroprojekt Berlin, KWO Berlin, Funkwerk Köpenick, Robotron, Zentronik, Halbleiterwerk Frankfurt (Oder) u. a.

## Studienform
Die Ingenieurschule bildete ihre Absolventen im Fernstudium und Direktstudium aus.
Ein Direktstudium dauerte drei Jahre, das letzte (sechste) Semester wurde in der
Praxis – in der Regel im späteren Anstellungsbetrieb – durchgeführt.
Für die Direktstudenten gab es eigene Internate
- Internat Wolferöder Weg
- Internat Friedrichsberg (ehemaliges Fremdarbeiterlager Neue Krughütte)

## Voraussetzungen zum Studium
Voraussetzungen zur Immatrikulation waren:
- gute Leistungen beim Abschluss der 10. Klasse
- gute Leistungen beim Facharbeiterabschluss
- 1 bis 2 Jahre Facharbeiterpraxis (Ausnahmen bei Berufsausbildung mit Abitur)

Voraussetzung für die Immatrikulation in die Technikerausbildung
- sehr gute Leistungen beim Abschluss der 10. Klasse, da quasi ein Fachabitur Bestandteil der Ausbildung war

Trotz der strengen Auswahlkriterien lag die Exmatrikulationsrate bei ca. 20 Prozent (meist aber nur in der Grundstudienphase im 1. Studienjahr).

## Beratungs- und Informationsstelle für Mikroelektronik
Eine zunächst im Rahmen der Kammer der Technik (KdT) gegründete Beratungs- und Informationsstelle Mikroelektronik trug in den Jahren von 1973 bis 1990 durch ihre industriebezogene Forschung wesentlich zum guten fachlichen Ruf der Schule bei, die einige tausend Absolventen für die elektrotechnisch-elektronische Industrie und für alle Bereiche der Datenverarbeitung ausbildete. 
Nach der Wende lief diese Ausbildung im Juli 1993 mit der Exmatrikulation der letzten Ingenieure aus.
1994 wurden die letzten Techniker nach dem DDR Ausbildungslehrplan und einem abschließenden einjährigen Praktikum exmatrikuliert.

## Liquidierung der ältesten Ingenieurschule Deutschlands
Bei der Neuordnung der Hochschullandschaft in Sachsen-Anhalt Anfang der 1990er Jahre fand die älteste Ingenieurschule Deutschlands trotz anerkannten sehr hohen Niveaus, vorhandener Räumlichkeiten und weiterer sehr guter Voraussetzungen keinerlei Berücksichtigung. Dafür wurde in nur ca. 80 Kilometer Entfernung eine Fachhochschule ähnlichen Profils neu gegründet. Diese liegt im Wahlkreis des damaligen Ministerpräsidenten von Sachsen-Anhalt.
Entsprechend dem Schulgesetz des Landes Sachsen-Anhalt wurde die ehemalige Ingenieurschule zur Fachschule für Technik und Wirtschaft, die in einem zweijährigen Direktstudium staatlich geprüfte Techniker für Elektronik, Maschinenbau und Informatik sowie staatlich geprüfte Betriebswirte ausbildet. 1993 verlor die Schule, nach 195 Jahren, auch ihre juristische Selbstständigkeit.

Anzeige aus der Mitteldeutschen Zeitung vom 14. Juli 1993

Die Trauer und das Entsetzen über die Zerschlagung der traditionsreichen Einrichtung brachte der letzte Ingenieurjahrgang mit einer Anzeige am Tage der Exmatrikulation, der zufällig auf den Tag des 195. Geburtstages der Schule fiel, zum Ausdruck.
Im Anschluss an das Ingenieurstudium bot das Land Sachsen-Anhalt an, ein einjähriges Ausbaustudium an der neu gegründeten FH Anhalt am Standort Köthen zu absolvieren. Diese endete mit der Berufsbezeichnung Dipl.-Ing. (FH) und wurde von den meisten der letzten Absolventen angenommen.
Hoffnungen auf den Aufbau einer Berufsakademie zerschlugen sich, da keinerlei Unterstützung für das Modell einer Berufsakademie noch für den Standort von Seiten der jeweiligen Landesregierungen vorhanden war.
Das Gebäude ist nun Teil der Berufsbildenden Schulen des Landkreises Mansfelder Land.